# Laplje Selo
Laplje Selo en serbe latin et Llapllasellë en albanais (en serbe cyrillique : Лапље Село) est une localité du Kosovo située dans la commune/municipalité de Pristina, district de Pristina (Kosovo) ou district de Kosovo (Serbie). Selon le recensement kosovar de 2011, elle compte 892 habitants.
Selon le découpage administratif kosovar, elle fait partie de la commune/municipalité de Gračanica/Graçanicë.

## Démographie

### Évolution historique de la population dans la localité
| 1948 | 1953 | 1961  | 1971  | 1981  | 1991  | 2011 |
| ---- | ---- | ----- | ----- | ----- | ----- | ---- |
| 853  | 932  | 1 043 | 1 072 | 1 209 | 1 383 | 892  |

|  |

### Répartition de la population par nationalités (2011)
En 2011, les Serbes représentaient 95,63 % de la population.